# Kortikosteron
Kortikosteron eller 17-deoxykortisol är ett steroidhormon som framför allt är involverat i stressresponer. Det är en mild glukokortikoid och något mer potent mineralkortikoid, varmed dess effekt påminner om kortisolets.

## Produktion

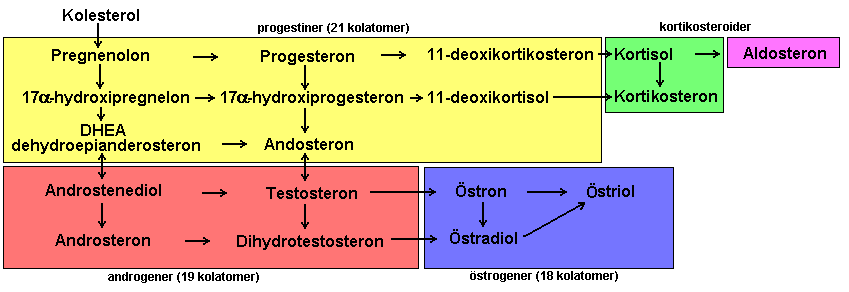
Syntes av steroidhormoner. Kortikosteron ses i den gröna rutan uppe till höger. Det bildas av kortisol och 11-deoxikortisol.

Kortikosteron bildas i steroidkedjan av progestiner och kortisol i en kedja som utgår från kolesterol. I binjurarna finns enzymer förändrar strukturen och innehållet i molekylerna som är kortikosteronets förstadium. Kortikosteron kan sedan ombildas till aldosteron.

## Effekter
Kortikosteron (C21H30O4) har betydelse som glukokortikoid och mineralkortikoid, men är mycket mindre betydelsefull i fråga om detta än kortisol för människan. Hos flera djur är det dock viktigare. Det räknas, på grund av sin likhet med kortisol, som ett stresshormon
Det omvandlar fett, protein och socker till användbar energi, och reglerar natrium- och kaliumnivåerna i kroppen.
Det fungerar milt antiinflammatoriskt i kroppen.